# Самарина, Антонина Николаевна
Антонина Николаевна Самарина (настоящая фамилия — Собольщикова-Самарина; 10 (22) апреля 1892, Пенза — 20 июня 1971, Горький) — советская российская театральная актриса. Народная артистка СССР (1968).

## Биография
Антонина Самарина родилась, по одним данным, в 1892 году, по другим — в 1896-м или в 1897 году, в Пензе (по другим источникам — в Санкт-Петербурге) в семье известного театрального режиссёра Н. И. Собольщикова-Самарина.
На сцене дебютировала в 1917 году в Одессе — театр миниатюр «Улыбки».
В 1921 году с Георгием Ивановичем Юрьевым, вторым мужем, оказались в Бессарабии. Играли в полупрофессиональных труппах по провинциальным городкам. Эмиграция длилась четыре с лишним года. Румынское подданство препятствовало разрешению въезда в Советскую Россию. Официально выехать не удалось. Тогда актёры решились на крайний шаг и в январе 1926 года нелегально перешли государственную границу.
Приехали к отцу актрисы в Нижний Новгород. Шесть лет их не принимали в труппу театра. Тогда действовал закон о семейственности, запрещавший работать в одном деле нескольким членам семьи. Пришлось скитаться из театра в театр. Выступала в Орле, Архангельске, Ялте, Казани, Саратове, Симферополе.
С 1932 года — в труппе Горьковского драматического театра (ныне Нижегородский театр драмы имени М. Горького). На сцене театра стала актрисой высокой классической комедии и лирической драмы.
В 1938 году она с мужем были арестованы и доставлены в здание Управления НКВД. Им обоим было предъявлено обвинение по ст. 58 п. 6 УК РСФСР — нелегальный переход советской границы в 1926 году и шпионаж в пользу Румынии. При допросах подвергалась издевательствам и избиениям. В 1939 году была освобождена. Мужа освободили только через четыре года.
Скончалась 20 июня 1971 года в Горьком (ныне Нижний Новгород). Похоронена на Бугровском (Красном) кладбище рядом с отцом.

### Семья
- Отец — Николай Иванович Собольщиков-Самарин (1868—1945), театральный режиссёр, актёр, антрепренёр, педагог, театральный деятель. Народный артист РСФСР (1934)
- Первый муж — М. Розенталь, актёр
- Второй муж — Георгий Иванович Юрьев-Паращук (1899—1967), актёр

## Награды и звания
- Заслуженная артистка РСФСР (1948)
- Народная артистка РСФСР (1959)
- Народная артистка СССР (1968)
- Орден «Знак Почёта» (1949, в связи с 150-летием Горьковского театра драмы)
- Медали.

## Театральные работы
- «Мещане» М. Горького — Елена
- «Трактирщицы» К. Гольдони — Мирандолина
- «Горе от ума» А. Грибоедова — Софья
- «Анна Каренина» Л. Толстого — Анна Каренина
- «Собака на сене» Л. де Веги — Диана
- «Двенадцатая ночь» У. Шекспира — Мария
- «Укрощение строптивой» У. Шекспира — Катарина
- «Зимняя сказка» У. Шекспира — Гермиона
- «Волки и овцы» А. Островского — Глафира
- «Чайка» А. Чехова — Аркадина
- «Вишнёвый сад» А. Чехова — Раневская
- «Дачники» М. Горького — Юлия
- «Обрыв» по И. Гончарову — Бережкова
- «Семья» И. Попова — Мария Александровна Ульянова (1950)
- «Странная миссис Сэвидж» Д. Патрика — Миссис Сэвидж
- «Филумена Мартурано» Э. де Филиппо — Филумена
- «Эмилия Галотти» Г. Лессинга — графиня Орсина
- «Трус» А. Крона — «Существо»
- «Директор» С. Алёшина — жена Степанова
- «Остров Афродиты» А. Парниса — Глория Петерсон
- «Жаркое лето и Берлине» Д. Кьюсак — Анна Мюллер
- «Интервенция»Л. Славина
- «Чужой ребёнок» В. Шкваркина
- «Платон Кречет» А. Корнейчука
- «Коварство и любовь» Ф. Шиллера
- «Царевна-Лебедь» И. Л. Сельвинского — игуменья Марфа (последняя роль)

## Память
В 1972 году, в Нижегородском районе Нижнего Новгорода на доме № 5 по улице Минина, где жила актриса, была установлена мемориальная доска.